# Толочков, Борис Александрович
Борис Александрович Толочков (7 июля 1929 года, Покровск — 27 сентября 2001 года, Королёв) — хормейстер, композитор. Заслуженный деятель искусств РСФСР (1988). Почётный гражданин г. Королёва (1998).

## Биография
Толочков Борис Александрович родился 7 июля 1929 года в Покровске (ныне — Энгельс Саратовской области).
Учился в вечерней школе Саратова, полтора года на курсах хоровых дирижёров.
С 1951 по 1954 годы служил в армии на Украине, где руководил хором в Ансамбле песни и пляски пограничных войск (город Измаил).
После армии в 1956 году окончил окончил музыкальное училище, и с 1956 по 1958 годы был хормейстером в хоре при Управлении Приволжской железной дороги. Играл на аккордеоне, балалайке.
С 1958 по 1960 годы работал хормейстером в Ансамбле песни и пляски Северного флота (город Североморск).
Сочинял к стихам. Его песня «Заполярные вечера» на слова В. В. Матвеева (1959 г.) включена в программу Ансамбля Северного флота, транслируется на радио «Заполярье» как позывные. Известны его песни «Молитва» на стихи М. Ю. Лермонтова, «Мажория».
В 1964 году Б. А. Толочков окончил дирижёрско-хоровое отделение консерватории им. Л. В. Собинова в Саратове. По окончании консерватории с 1965 по 1969 годы руководил детским хором мальчиков в г. Шатуре Московской области.
Первый хор в г. Калининграде Московской области Борис Александрович набрал в 1970 году из учеников школы № 1 города, где он работал преподавателем пения. С 1970 года он — дирижёр детского хора города Калининграда Московской области, руководитель хоровой студии «Подлипки», затем главный хормейстер муниципальной хоровой школы «Подлипки», одновременно — художественный руководитель муниципального Академического хора «Подлипки».
Хоровая школа «Подлипки» и Академический хор под его руководством были одними из лучших в стране, выступая в Москве в Концертном зале имени П. И. Чайковского, в Большом зале Московской консерватории, во всех республиках бывшего СССР и за рубежом — в США, Австрии, Болгарии, Германии, Италии, Польше, Японии, Китае. Являлись призёрами и лауреатами областных, региональных и международных конкурсов.
Скончался на 73-м году жизни 27 сентября 2001 года в городе Королёве. Похоронен на Невзоровском кладбище. Памятник на его могиле выполнен в виде стилизованного силуэта рояля.

### Семья
- жена — Людмила Александровна Картузова-Толочкова, работала администратором в хоре;
- три сына, Александр — пел в хоре и Борис — предприниматель.Старший сын Николай живёт на родине отца в  Саратове.

## Награды и звания
Заслуженный деятель искусств РСФСР (1988)
Почётный гражданин г. Королёва (1998).

## Память
- В Королеве ежегодно проходят концерты памяти хормейстера.
- Хоровая школа города Королева и академический хор «Подлипки» носят имя Б. А. Толочкова[5]
- В сентябре 2004 года на здании хоровой школы «Подлипки» была установлена мемориальная доска хормейстеру[6].